# Ingrid Thulin
Ingrid Thulin (Sollefteå; 27 de enero de 1926-Estocolmo; 7 de enero de 2004) fue una actriz sueca. 
De niña recibió lecciones de ballet y fue aceptada por la Real Academia de Estocolmo de Arte Dramático en 1948. 
Durante años trabajó con el director sueco Ingmar Bergman, con quien desarrolló su estilo personal actuando con intensidad neurótica en largometrajes como El silencio (1963) y Gritos y susurros (1972), lo que la convertiría en la tercera actriz sueca de fama internacional (tras Greta Garbo e Ingrid Bergman). 
Durante sus últimos años vivió en Roma, pero volvería a Suecia para recibir tratamiento médico. Murió de cáncer en Estocolmo en 2004, poco antes de su 78.º cumpleaños.

## Filmografía
- Tras el ensayo (1984)
- Salón Kitty (1976)
- El puente de Cassandra (1976)
- Gritos y susurros (1972)
- La caída de los dioses (1969)
- El rito (1969)
- Un diablo bajo la almohada (1968)
- La hora del lobo (1967)
- Hambre (1966)
- La guerra ha terminado (1966)
- El silencio (1963)
- Los cuatro jinetes del apocalipsis (1962)
- Los comulgantes (1962)
- El rostro (1958)
- Fresas salvajes (1957)
- Intriga extranjera (1956)

## Premios y distinciones
Festival Internacional de Cine de Cannes
| Año  | Categoría    | Película                | Resultado |
| ---- | ------------ | ----------------------- | --------- |
| 1958 | Mejor actriz | En el umbral de la vida | Ganadora  |